# Альфонсо Артуро де лос Ерос Перес-Альбела
Альфонсо Артуро де лос Ерос Перес-Альбела (15 січня 1939, Ліма) — перуанський юрист і політичний діяч. Був міністром праці та соціального сприяння та Головою Ради Міністрів Перу (1991—1992). Він пішов у відставку після державного перевороту 1992 року.

## Життєпис
Син Альфонсо де лос Ерос де лос Ріос і Марії Естер Перес-Альбела Гомес. Він вивчав право в Католицькому університеті в Перу і здобув ступінь права у 1964 році. Спеціалізувався з трудового права. В університеті Сан-Мартін-де-Поррес отримав ступінь магістра з трудового права та соціального захисту (1997).
Де лос Ерос був Спеціальним послом у Болівії та Чилі, щодо очікуваних переговорів між Перу та Еквадором і координатором Комісії Амазонського договору з торгівлі та навігації, укладеного з Еквадором, членом Консультативної комісії Міністерства закордонних справ, Міністерства праці та Міністерства юстиції, Голова Правління AFP UNIÓN VIDA та Президент Асоціації адміністраторів приватних пенсійних фондів.
Він був віце-президентом Суду з питань етики Перуанської ради з питань преси, директором Міжбанку, президентом Інституту підготовки та трудових досліджень, президентом Інституту громадських і соціальних питань, членом Іберо-американського інституту праці та права соціального захисту та радником юридичний огляд Перу та професор закону про працю та соціальне забезпечення юридичного факультету Лімського університету.

## Урядова діяльність
У першому уряді Альберто Фухіморі він був призначений міністром праці та соціального заохочення 15 лютого 1991 року. 6 листопада 1991 року він замінив Карлоса Торреса у Торреса Лару на посаді Голови Ради Міністрів, зберігаючи портфель міністра праці.
Перед самим переворотом 5 квітня 1992 р. він побачив записане звернення президента Альберто Фухіморі в штабі армії, незадовго до його трансляції в національній мережі. Його супроводжували інші члени кабінету, але він і міністр сільського господарства Густаво Гонсалес Пріето були єдиними, хто вирішив не брати участі у порушенні конституційного ладу, одразу подавши у відставку